# هم‌زادان
هم‌زادان (به انگلیسی: Cohort) یک گروه آرایه‌شناختی است که زیرمجموعه زیررده (معمولاً در پستانداران) یا زیرمجموعه زیرخانواده (در گیاهان) است.